# Lacey Von Erich
Lacey Dawn Adkisson, meglio conosciuta con il ring name Lacey Von Erich (Dallas, 17 luglio 1986), è un'imprenditrice ed ex wrestler statunitense, nota per i suoi trascorsi nella Total Nonstop Action tra il 2009 e il 2010.
È una discendente della famiglia Von Erich, essendo la figlia di Kerry Von Erich.

## Carriera

### Florida Championship Wrestling (2007–2008)
Lacey Dawn Adkisson firma un contratto con la World Wrestling Entertainment nell'agosto del 2007 e viene assegnata al territorio di sviluppo della Florida Championship Wrestling; diventa così la prima wrestler di terza generazione appartenente alla famiglia Von Erich.
Il 15 settembre fa la sua prima apparizione in FCW, con il ring name Lacey Von Erich, accompagnando Billy Kidman nel suo match contro Harry Smith. Il 9 ottobre perde il suo match di debutto contro Natalya.
Nel gennaio del 2008 viene ufficialmente licenziata dalla WWE.

### Circuito indipendente (2008–2009)
L'8 marzo 2008 debutta nella Women Superstars Uncensored, sconfiggendo Angel Orsini in un Single match. Il 22 marzo Von Erich debutta nella Professional Championship Wrestling in Arlington, Texas. Fa coppia con Action Jackson sconfiggendo Mike Foxx e Claudia in un mixed tag team match. Lotta un altro mixed tag team match contro JT Lamotta e MissDiss a SWWA. Il 7 giugno Erich va alla Pro Wrestling Revolution. Lacey Von Erich debutta nella PWR il 7 luglio sconfiggendo Cheerleader Melissa. Nel dicembre dello stesso anno batte di nuovo Cheerleader Melissa.
Il 10 luglio 2009 Erich debutta nella Windy City Pro Wrestling vincendo il WCPW Ladies Championship in un fatal four-way match contro Faith, Huntress e Kimberly Nash. Il 26 settembre Von Erich rende vacante il titolo per passare alla Total Nonstop Action.

### Total Nonstop Action (2009–2010)
Nella puntata di TNA Impact! del 1º ottobre 2009, la Von Erich fa il suo debutto attaccando le TNA Knockouts Tag Team Champion, Taylor Wilde e Sarita alleandosi con le Beautiful People (Velvet Sky e Madison Rayne) Nella puntata di Impact! del 15 ottobre, fa il suo debutto sul ring in coppia con la Sky e la Rayne battendo il team composto da Awesome Kong, ODB e Tara in un six-Knockout tag team match. Due settimane più tardi a Impact!, combatte ancora una volta in coppia con Velvet Sky e Madison Rayne sconfiggendo ODB, Christy Hemme e Hamada in un six-Knockout tag team match, quando la Von Erich ha schienato la Hemme. Il 5 novembre, la Von Erich inizia a portare con sé un manganello rosa con lei sul ring, che viene soprannominato "il brutto bastone di Lacey". Nella puntata di Impact! del 23 ottobre, le Beautiful People iniziano a presentare nel backstage il loro reality show "The Meanest Girls", una parodia dell'omonimo film del 2004. A Turning Point, le Beautiful People falliscono l'assalto ai TNA Knockouts Tag Team Championship venendo sconfitte da ODB, Taylor Wilde e Sarita. Nella puntata di Impact! del 10 dicembre, la Von Erich viene sconfitta da Velvet Sky in un "Mud match" arbitrato da Madison Rayne.
Nella puntata di IMPACT! del 14 gennaio 2010, Sky, Rayne e la Von Erich vengono attaccato dalla rientrante Angelina Love, che Von Erich ha rimpiazzato nelle Beautiful People. Nella puntata di Impact! dell'8 marzo, Rayne e Sky sconfiggono il team formato da Angelina Love e Tara, e il team formato da Sarita e Taylor Wilde in un Three-way match vincendo i vacanti TNA Knockouts Tag Team Championship, che difendono con Von Erich sotto la Freebird rule. Nell'episodio di IMPACT! del 19 aprile, Von Erich e Velvet Sky sconfiggono Daffney e ODB mantenendo i TNA Knockouts Tag Team Championship. Nella puntata di Impact! dell'8 maggio, le Beautiful People difendono i titoli di coppia delle Knockouts battendo il team formato da Sarita, Taylor Wilde e Tara. Nella puntata di Impact! del 17 giugno, compete nel suo secondo incontro da singolo in TNA contro Angelina Love, che è tornata dopo un infortunio, vincendo per squalifica.
A Victory Road, l'11 luglio, Madison Rayne perde il TNA Knockouts Championship contro Angelina Love per squalifica, a causa di un'interferenza da parte di una persona mascherata con un casco da motocicletta. Prima del match, era stato annunciato che il titolo sarebbe potuto cambiare di mano per squalifica se Velvet Sky e Lacey Von Erich avrebbero interferito nel match. Nella seguente puntata di Impact, le Beautiful People implodono, la Sky dice di non aver approvato l'atteggiamento e comportamento della Rayne di fronte ad una donna misteriosa al pay-per-view, la cui Rayne ha risposto dicendo di non aver più bisogno della Sky. La Sky e la Von Erich se ne vanno poi lasciando la Rayne, mentre la Rayne e la donna misteriosa si mettono contro la Love. A Impact del 22 luglio, il Knockout Championship viene riconsegnato alla Rayne, quando è stato dichiarato che non c'era alcuna prova che la persona che ha interferito nel match fosse stata la Sky o la Von Erich. Più tardi nella stessa sera, Madison Rayne convince la Von Erich ad abbandonare Velvet Sky andandosene insieme alla Rayne e alla donna misteriosa. Nella puntata di Impact! del 5 agosto, la Von Erich e la Sky perdono i TNA Knockouts Tag Team Championship contro Hamada e Taylor Wilde a causa di un'interferenza di Madison Rayne e della donna misteriosa. Più tardi quella sera, Velvet Sky e la Rayne hanno avuto una rissa nel backstage. La settimana seguente, viene annunciato che la Von Erich ha sofferto di un infortunio al braccio.
Lacey torna il 16 settembre a Impact!, facendo coppia con Madison Rayne perdendo contro Taylor Wilde e Hamada per i TNA Knockouts Tag Team Championship. Dopo il match viene attaccata dalla stessa Rayne e Tara, per poi essere salvata da Velvet Sky e Angelina Love, portando ciò ad un turn face della Von Erich.

## Personaggio

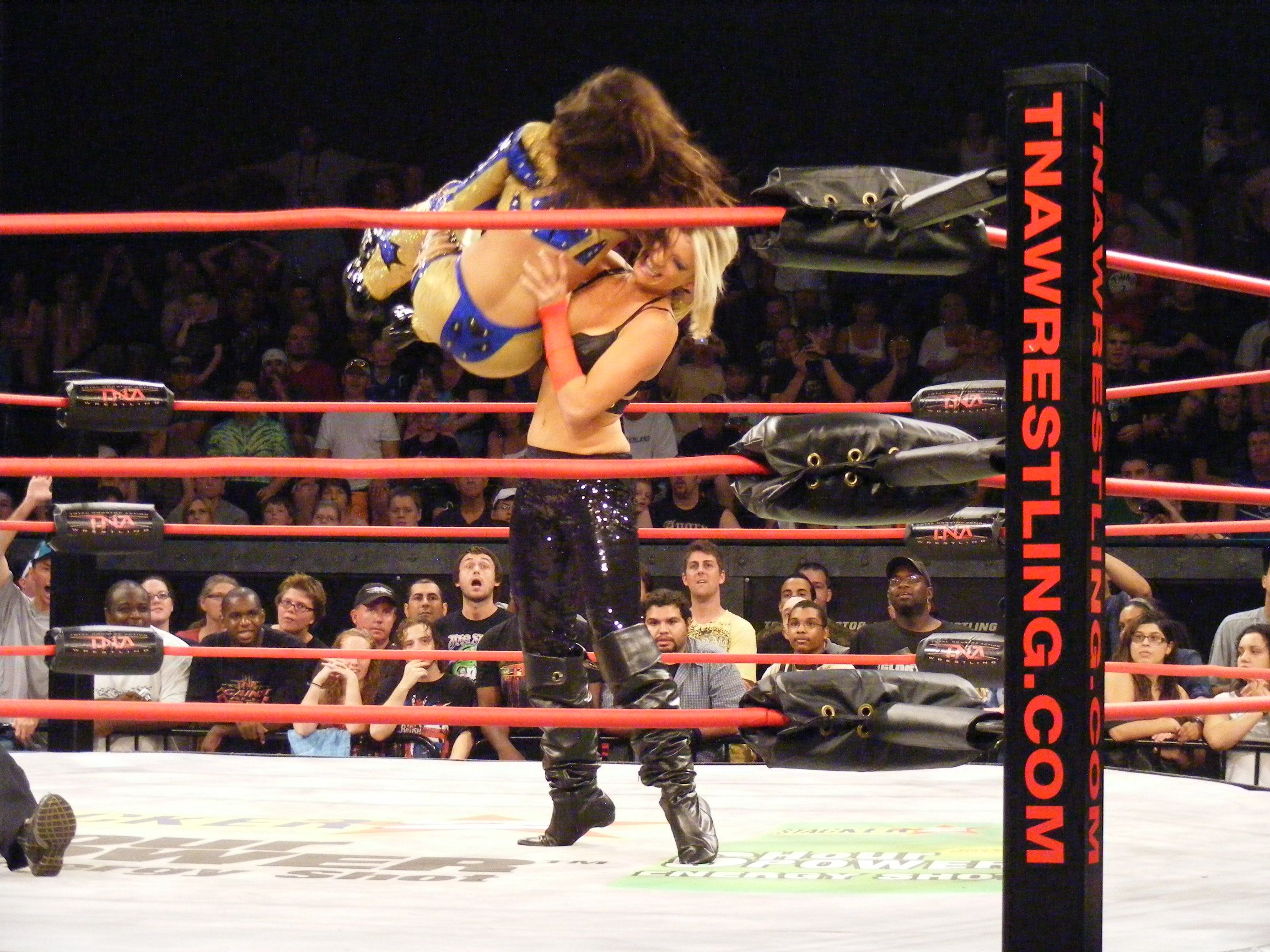
Lacey Von Erich mentre esegue una Chokeslam su Sarita

### Mosse finali
- Chokeslam
- Clawhold
- Discus clothesline

### Soprannomi
- "Heir Apparent to the Von Erich Throne"
- "Texas Twister"

### Manager
- Missy Hyatt

### Wrestler assistiti
- Billy Kidman
- Ryan O'Reilly
- Victoria Crowford

### Musiche d'ingresso
- Angel on My Shoulder di Dale Oliver (2009–2010)

## Titoli e riconoscimenti
Total Nonstop Action
- TNA Knockouts Tag Team Championship (1) – con Madison Rayne e Velvet Sky

Windy City Pro-Wrestling
- WCPW Ladies Championship (1)